# Flutterwave
Flutterwave est une solution d'intégration et de dématérialisation des moyens de paiement créée par deux Nigérians.

## Histoire
Flutterwave est cofondée par deux Nigérians.

## Développement
Flutterwave est la troisième « licorne » du secteur financier en Afrique.
Au début de mars 2021, Flutterwave a réalisé une levée de fonds de 170 millions de dollars pour son expansion vers l’Afrique du Nord. L’entreprise cofondée et codirigée par les Nigérians Olugbenga Agboola et Iyinoluwa Aboyeji dépasse le milliard de dollars de capitalisation. 
En 2019 et 2020, la fintech née à Lagos accueille de nouveaux investisseurs tels Visa et Mastercard.

### Articles liés
- Olugbenga Agboola